# Hinemaiaia (rivière)
Le Hinemaiaia (anglais : Hinemaiaia River) est un cours d’eau du centre de l’Île du Nord de la Nouvelle-Zélande, dans le district de Taupo dans la région de Waikato et un contributeur du Lac Taupo donc un affluent du fleuve Waikato.

## Géographie
Il s’écoule vers le nord-ouest à partir du Parc forestier de Kaimanawa et se déverse au niveau de la berge est du lac Taupo au niveau du village de ‘Hatepe’, à mi-chemin entre la ville de Taupo et celle de Turangi. C’est un cours d’eau réputé pour la pêche à la mouche avec un bon nombre de truites arc en ciel qui y fraient les mois d’hiver de juin à septembre.